# Nathan Watts
Nathan Lamar Watts es un bajista estadounidense conocido sobre todo por su larga asociación con Stevie Wonder. 

## Biografía
Nacido en la ciudad estadounidense de Detroit, el 25 de marzo de 1954, Nathan Watts comenzó a tocar la trompeta mientras aún cursaba la escuela primaria, inspirado por el gigante del jazz Lee Morgan. Watts formaba parte de un trío que contaba con otros futuros músicos de sesión, como Ray Parker Jr. al clarinete y el baterista Ollie Brown, y se dirigía a menudo a los Hitsville Studios que la Motown poseía en la ciudad para asistir a los ensayos y las grabaciones de los Funk Brothers, la banda base del sello. Cuando Parker abandonó el clarinete para adoptar la guitarra convenció a Watts para que se pasase al bajo, cosa que este hizo al graduarse de la High School. Con su primer instrumento, un National Bass aprendió  Cold Sweat de James Brown, y pronto comenzó a estudiar las líneas de otros grandes bajistas como James Jamerson, Tony Newton, o Bob Babbitt. Cuando Ray Parker Jr. pasa a integrar la banda de Marvin Gaye, Watts ingresa en un grupo local llamado Final Decision, con la intención de estudiar contabilidad si su carrera como músico fracasaba.
En agosto de 1974 recibe una llamada para colaborar con Stevie Wonder, en sustitución de Reggie McBride, que se había unido a Rare Earth. Tras ser seleccionado como el bajista oficial de la banda, Watts participa en la gira japonesa de 1975, tras la que comienza la grabación del álbum Songs in the Key of Life. Desde ese momento en adelante, la carrera profesional de Nathan Watts no ha dejado de desarrollarse, bien sea junto a Stevie Wonder, bien sea como músico de sesión con otros muchos artistas.

## Estilo y valoración
Nathaw Watts creció escuchando tanto a los Funk Brothers como a otros músicos de rock como Jimi Hendrix, Deep Purple, Rare Earth, Mahogany Rush, o Steppenwolf. Sin embargo, el mismo Watts admite que sus tres principales referencias como bajista son James Jamerson, Chuck Rainey y  Joseph "Lucky" Scott, bajista de Curtis Mayfield. Otros bajistas de referencia para Watts son Jaco Pastorius, Larry Graham, Stanley Clarke, Rocco Prestia, Willie Weeks, Marcus Miller, Victor Wooten y Gerald Veasley.
Técnicamente su estilo se caracteriza por el uso de los tres dedos de la mano derecha, por el fuerte ataque que imprime a las notas, así como por el uso frecuente de técnicas de palm mute, hammer on, trinos y slides. El músico ha desarrollado una importante carrera junto a Stevie Wonder, con quien ha grabado algunas temas que se convertirían en clásicos para los aficionados: I Wish, As, I Ain’t Gonna Stand for It y Do I Do se encuentran entre sus favoritas. Sus más de 36 años al servicio de Stevie Wonder -ha sido director musical de su banda durante 12 años- le valió en 2010 el International Bassist Award del Winter NAMM Show, un premio que reconoce los logros del músico a lo largo de toda su carrera.

## Equipo
Nathan Watts ha usado su Fender Precision Bass de 1974 y su MusicMan StingRay de 1979 como instrumentos principales a lo largo de su carrera. También dispone de un Fender Jazz Bass y de bajos Aria, Yamaha, B.C. Rich, Bossa (de cuatro y cinco cuerdas), un Coppola LG-5 Classic e instrumentos Crewes de cinco cuerdas con y sin trastes. Usa cuerdas GHS Boomers y Elixir Nanowebs y amplificadores Avalon y Hartke.

## Discografía parcial[4]
- 1976 - Songs in the Key of Life - Stevie Wonder
- 1977 - Funk in a Mason Jar - Harvey Mason
- 1977 - Sergio Mendes & the New Brasil '77 - Sergio Mendes
- 1977 - Song Bird - Deniece Williams
- 1977 - Two of Us - Marilyn McCoo
- 1977 - Choosing You - Lenny Williams
- 1978 - Bish - Stephen Bishop
- 1978 - Destiny - The Jackson 5
- 1978 - Live and Direct - The Mighty Clouds of Joy
- 1978 - Love-A-Thon - Vernon Burch
- 1978 - Spark of Love - Lenny Williams
- 1979 - Bittersweet - Lamont Dozier
- 1979 - Changing Times - The Mighty Clouds of Joy
- 1979 - Delight - Ronnie Foster
- 1979 - Happy People - Paulinho Da Costa
- 1979 - Magic Lady - Sergio Mendes
- 1979 - On the Other Side - The McCrary's
- 1979 - Splendor - Splendor
- 1979 - Nightingale - Gilberto Gil
- 1979 - Motown Superstar Series, Vol. 1 - Diana Ross
- 1979 - Journey Through The Secret Life Of Plants - Stevie Wonder
- 1980 - 10½ - The Dramatics
- 1980 - Eight for the Eighties - Webster Lewis
- 1980 - From the Gitgo - Donnie Elbert
- 1980 - Jose Feliciano - José Feliciano
- 1980 - La Toya Jackson - LaToya Jackson
- 1980 - Longest Road - Seals & Crofts
- 1980 - Motown Superstar Series, Vol. 13 - Gladys Knight
- 1980 - Special Things - The Pointer Sisters
- 1980 - Triumph - The Jackson 5
- 1980 - Hotter Than July - Stevie Wonder
- 1981 - Black & White- The Pointer Sisters
- 1981 - Give Me Your Love - Sylvia Striplin
- 1981 - Motown Superstar Series, Vol. 11 - Martha & the Vandellas
- 1981 - Way I Am - Billy Preston
- 1982 - Diana's Duets - Diana Ross
- 1982 - Lionel Richie - Lionel Richie
- 1982 - Love Conquers All - Michael Wycoff
- 1982 - Reunion - The Temptations
- 1982 - So Excited - The Pointer Sisters
- 1982 - Original Musiquarium I - Stevie Wonder
- 1982 - Silk Electric - Diana Ross
- 1983 - Baby Sister - June Pointer
- 1983 - Best of Reggae Sunsplash, Vol. 2 - VVAA
- 1983 - Bet Cha Say That to All the Girls - Sister Sledge
- 1983 - Bossa Nova Hotel - Michael Sembello
- 1983 - Break Out - The Pointer Sisters
- 1983 - Robbery - Teena Marie -
- 1983 - Standing on the One - Jon Gibson
- 1983 - Pipes of Peace - Paul McCartney
- 1984 - Mwana - Grady Harrell
- 1984 - Woman in Red - Stevie Wonder
- 1986 - Brasil 88 - Sergio Mendes
- 1989 - Come Play with Me - Grady Harrell -
- 1989 - True Spirit - Ronnie Laws
- 1989 - Working Girl - Original Soundtrack
- 1990 - Brasil 88: The Sound, The Music - VVAA
- 1991 - Force Behind the Power - Diana Ross
- 1991 - Live in the Stuffenbau - Bobby Byrd
- 1991 - Jungle Fever - Stevie Wonder
- 1992 - All for Love - Timmy T
- 1992 - Do I Ever Cross Your Mind? - George Howard
- 1992 - Too Much, Too Little, Too Late - Johnny Mathis
- 1993 - Contemporary Sounds of Nicholas, Vol. 1 - Nicholas
- 1993 - Storyteller - Vinx
- 1994 - D2: The Mighty Ducks - Original Soundtrack
- 1994 - On & On: The Hits of Stephen Bishop - Stephen Bishop
- 1994 - Tribute to Curtis Mayfield [Warner Bros.] - VVAA
- 1994 - Corrina Corrina Original Soundtrack
- 1994 - Emperors of Soul - The Temptations
- 1995 - Faith - Lords of the Underground
- 1995 - Conversation Peace - Stevie Wonder